# IPod Shuffle
O iPod shuffle foi um leitor de música da série iPod lançado pela Apple Inc.. Ao invés de armazenar os dados em um disco rígido, foi o primeiro iPod a usar uma memória flash. Não possui tela e por isso possui opções limitadas para a navegação entre as faixas das canções: os usuários podem executá-las na ordem definida no iTunes ou em uma ordem aleatória (shuffled, em inglês). Os usuários podem configurar o iTunes para que cada vez que o dispositivo for conectado ao computador, o programa preencha o iPod shuffle com uma nova lista aleatória. O iPod shuffle pesa em torno de 22 gramas e seu tamanho é quase o mesmo de uma caixa pequena de goma de mascar. Como o resto da família, o iPod shuffle pode operar como um dispositivo USB de armazenamento em massa.
A revista PC Magazine revelou em uma reportagem que acredita que o iPod shuffle possui o melhor sistema de áudio de todos os iPods.

## iPod shuffle de primeira geração

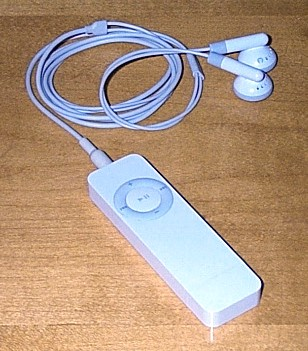
Um iPod shuffle 1G

O iPod shuffle foi anunciado na Macworld Expo em 11 de janeiro de 2005 com as frases "A vida é aleatória" (Life is random) e "Dê uma chance para a chance" (Give chance a chance). Introduziu a memória flash, ao invés de um disco rígido para os iPods. O shuffle estava disponível em dois modelos: um de 512 MB (em torno de 120 canções de 4 minutos codificadas a 128 kbps) e um de 1 GB (em torno de 240 canções de 4 minutos codificadas a 128 kbps). Diferente de outros modelos do iPod, o shuffle não consegue executar os formatos Apple Lossless e AIFF, provavelmente devido à capacidade de processamento reduzida do modelo. O shuffle possui um processador SigmaTel.

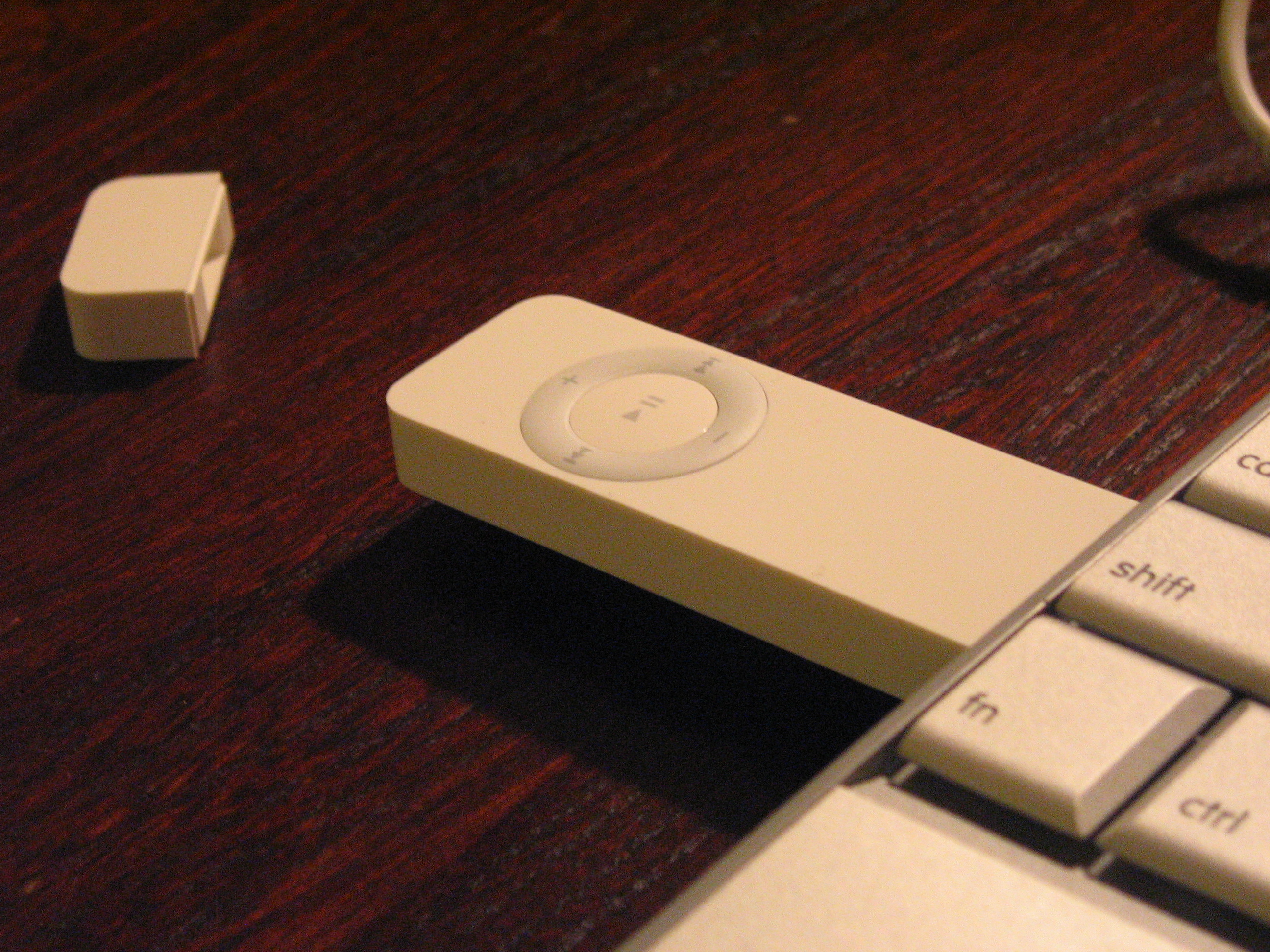
A primeira geração de Shuffle vinha com saída USB no próprio aparelho

O iTunes passou a contar com novos recursos para o Shuffle. Entre eles, a possibilidade de reduzir o bitrate para 128 kbits/s AAC. A conversão é feita automaticamente, com o arquivo original permanecendo inalterado no computador e o arquivo modificado enviado para o iPod Shuffle. Com a nova versão do iTunes, passou a ser possível acessar uma lista de reprodução criada para o shuffle e editá-la sem que o tocador esteja conectado no computador e, assim que conectado, a atualização seja feita.
A parte frontal do tocador possui botões com as funções de tocar/pausar, próxima faixa, faixa anterior, adiantar faixa, recuar faixa e ajuste de volume. Na parte traseira do aparelho encontra-se um indicador de bateria ativado por um botão e um interruptor de três posições para desligá-lo e alterar a forma pela qual são tocadas as músicas: aleatória ou em ordem especificada.
Também pode ser usado como unidade de armazenamento USB Flashdisk (pen drive). Para isto, o iTunes permite definir quanto da capacidade total de armazenamento do aparelho será destinada à reprodução de músicas e ao USB Flashdisk.
O preço original de lançamento dos iPod Shuffle era de US$99 e US$ 149 para os modelos de 512MB e 1GB, respectivamente. A partir de fevereiro de 2006, os preços foram reduzidos para US$ 69 (512MB) e US$ 99 (1GB).

## iPod shuffle de segunda geração

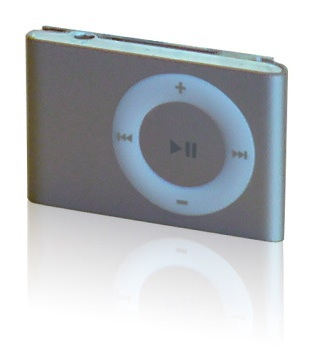
iPod Shuffle de segunda geração

A segunda geração de iPod shuffle foi anunciada em 12 de setembro de 2006. Estava previsto para outubro do mesmo ano, mas acabou por ser lançado em 3 de novembro. A nova geração conta apenas com a versão de 1 GB, por um preço de US$79. Entre as mudanças no modelo estão o tamanho reduzido de 8,4 cm x 2,5 cm x 0,84 cm para 41,22 mm x 27,3 mm x 10,5 mm, que torna o shuffle o menor player do mundo. É revestido por alumínio prateado escovado assim como a segunda geração de iPod nano. Entre as novidades também está um grampo que permite prender o iPod shuffle à roupa. O interruptor que desempenhava a função de desligar e alterar a forma como as músicas são tocadas foi separado para evitar acidentes durante a escolha entre "Em ordem" e "Aleatório". O formato do novo iPod shuffle é FAT 32, novo para a Apple, que trabalhava com disco reformatável para Macintosh ou PC. É capaz de reproduzir todos os formatos de áudio suportados pelo iTunes, com exceção do Apple Lossless.
A conectividade USB da segunda geração de iPod shuffle é feita através de um dock e a transferência, através da saída de fone de ouvido. Assim como a 1G de Shuffle, a 2G também pode ser utilizada como USB Flashdisk. Porém, como não há saída interna USB, o dock é necessário todas as vezes que for conectá-lo em um computador.
Em 30 de janeiro de 2007, a Apple anunciou quatro novas cores de iPod shuffle. Em adicional ao original prateado, rosa, laranja, verde e azul estão disponíveis na Apple Store Online. Das cores, azul, verde e rosa são essencialmente as cores das segundas gerações de iPod nano e iPod mini. A cor laranja é a primeira da franquia iPod. Com eles vem um novo fone de ouvidos redesenhado que não acompanha o prateado original.

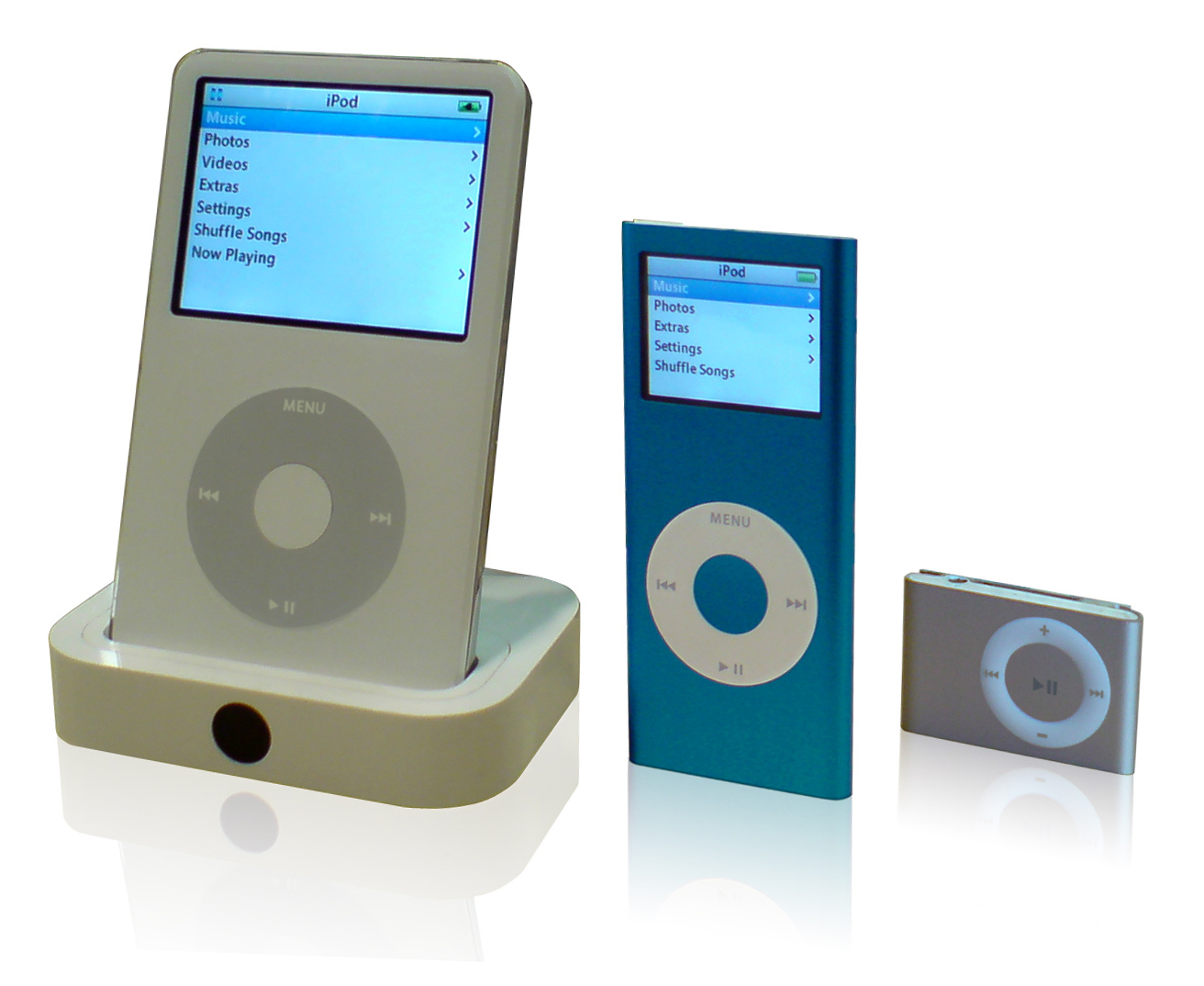
Comparação de tamanho entre iPod 5G, iPod nano 2G e iPod shuffle 2G

### Especificações Técnicas
- 27,3 mm x 10,5 mm - 15,5 g
- Volume: 0,5 pol. cúbica
- Capacidade: Memória flash USB de 1 GB (até 240 músicas em formato AAC 128-Kbps AAC2)
- Reprodução sem interrupções
- Freqüência de Resposta: 20 Hz a 20.000 Hz

#### Requerimentos
- Temperatura de operação: 0° a 35°C
- Temperatura de armazenamento: -20° a 45°C
- Umidade relativa : 5% a 95% não condensada
- Altitude máxima de operação: 3.000 m

##### Requerimentos de Sistema Mac
- Computador Macintosh com porta USB
- Mac OS X v10.3.9 ou mais recente
- iTunes 7.0.2 ou mais recente

##### Requerimentos de sistema Windows
- PC com porta USB
- Windows 2000 com Servide Pack 4 ou mais recente, ou Windows XP Home, ou Professional com Service Pack 2 ou mais recente
- iTunes 7.0.2 ou mais recente

## iPod shuffle de terceira geração

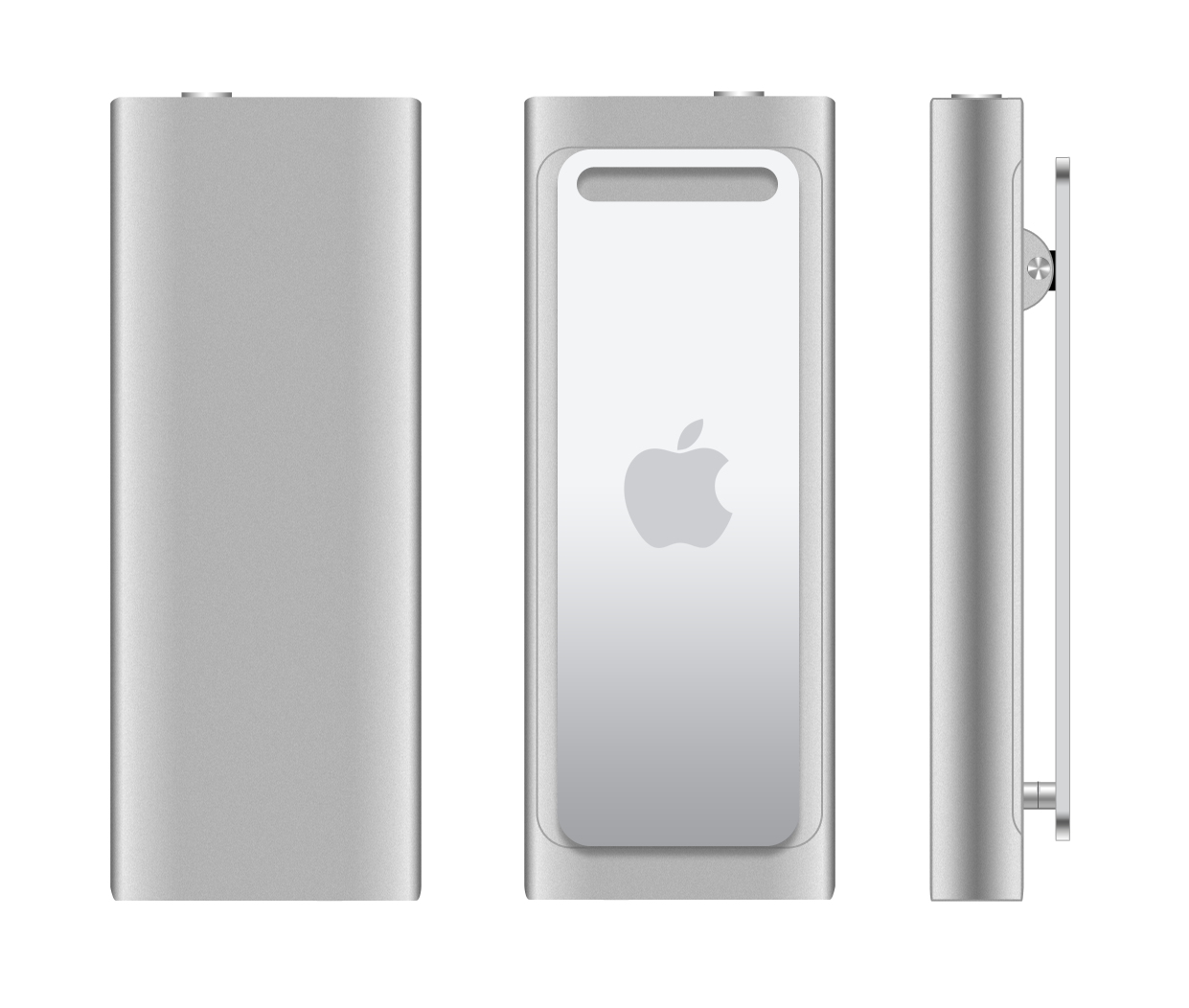
iPod shuffle cinzento de 3ª geração

Lançado dia 11 de fevereiro de 2009, o novo iPod shuffle apresentou várias mudanças: Os botões de troca de música, play e pause, que estavam no próprio tocador, agora estão nos fones da Apple Inc. com controle remoto. Também apresenta o novo recurso VoiceOver, o qual fala o nome da música e o artista, além de falar os nomes das listas de reprodução e avisar quando a bateria precisa ser carregada. Está disponível nas cores cinza, preto, azul, rosa. Há também uma versão exclusiva da Apple Store, sua carcaça é feita de aço inoxidável, dando a ele uma característica cromada. Apresenta memória de 2GB ou 4GB.
Inacreditavelmente, os fones que vinham junto à terceira geração do iPod Shuffle apresentavam um terrível erro de fabricação que impediam os seus usuários de praticarem esportes com o aparelho. Bastavam 20 minutos de exercícios com ele para que o suor adentrasse no controle, que fica nos fios do próprio fone, causando a inoperância momentânea até a secagem. Felizmente, depois da reclamação dos consumidores, a Apple promoveu um recall, trocando todos os fones defeituosos. Depois disto, muitos consideram este o melhor iPod para a prática de esportes por sua robustez e resistência.

## iPod shuffle de quarta geração

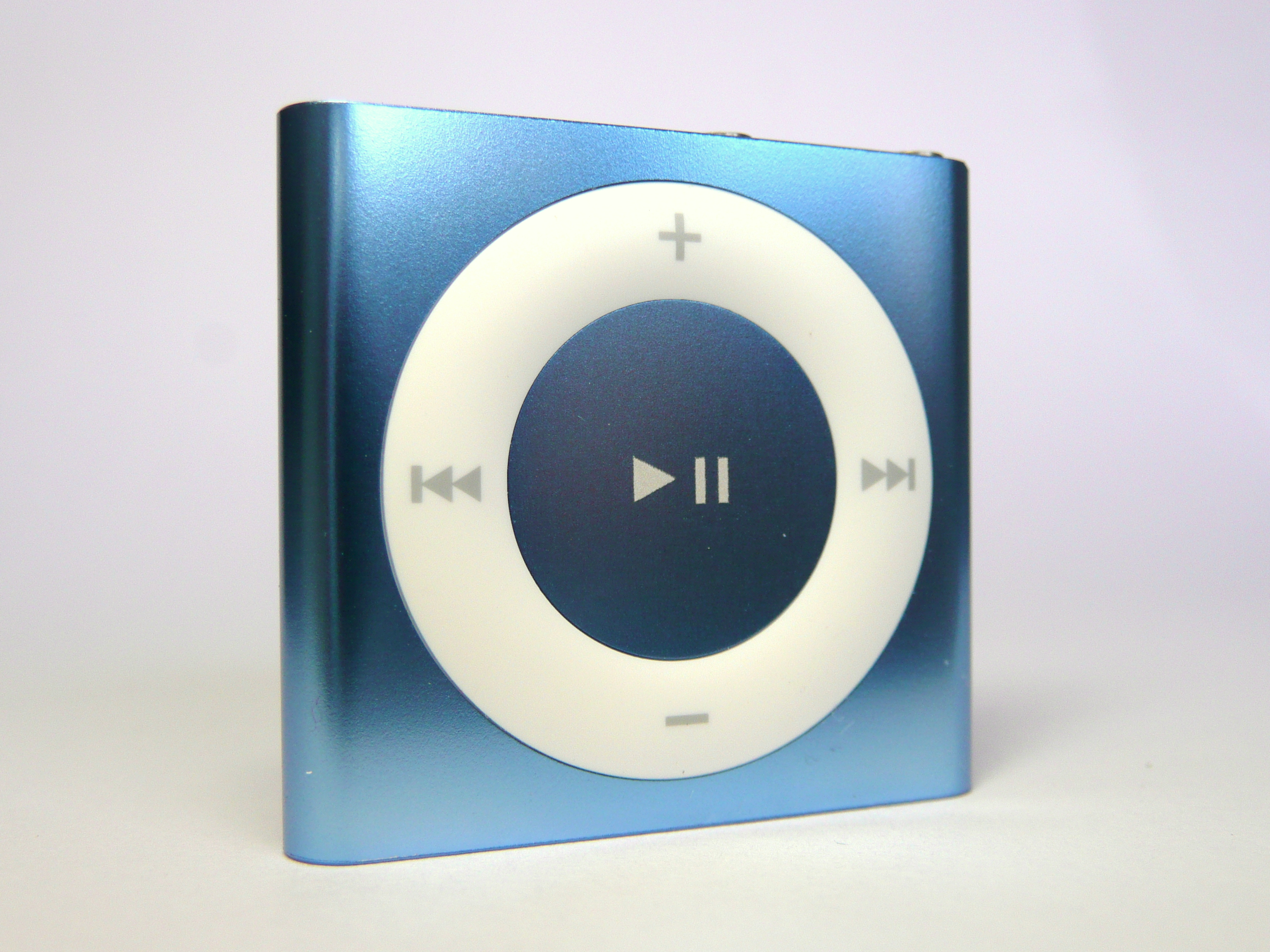
iPod Shuffle de quarta geração.

Lançado no dia 1 de Setembro de 2010, o iPod Shuffle "voltou" ao que era antes, mas com uma leve redução em seu tamanho. A Apple percebeu que os consumidores gostavam da nova funcionalidade do VoiceOver, mas tinham "saudades" dos botões. Decidiu então lançar um iPod shuffle com os tradicionais botões mas também com VoiceOver.

## Forma de uso

Controles do iPod Shuffle 1G, 2G e 4G

O iPod shuffle 3G é a única linha da família iPod, com exceção do iPod touch, a não utilizar a tradicional roda clicável (click wheel), mas a disposição de seus botões de navegação entre as faixas é basicamente a mesma. Há cinco botões principais para função de navegação:
- +, acima, para aumentar o volume.
- -, abaixo, para diminuir o volume.
- Previous, à esquerda, para voltar à música anterior.
- Next, à direita, para avançar para a próxima música.
- Play/pause, ao centro, para iniciar/interromper a execução de uma música.

Na lateral do aparelho, há uma discreta alavanca que desempenha a principal característica do Shuffle: alternar entre reprodução contínua na ordem pré-definida pelo usuário no iTunes ou estabelecer uma nova ordem aleatória entre todas as músicas do tocador. As funções da alavanca são representadas por duas setas formando um caminho circular para o modo "direto" e duas setas cruzadas entre si no modo "aleatório".
Já o iPod shuffle 3G apresenta seus controles somente no fio dos fones, o que os torna de mais fácil acesso. Mas também há um contra, pois se o manual não for lido ou se o usuário não conhecer as funções dos botões terá dificuldades em operar o iPod. Ao contrário do 2G que é totalmente autoexplicativo.

## Fim de produção
O IPod Shuffle foi descontinuado em 2017.